# Принцесса Марса (фильм)
«Принцесса Марса» (англ. Princess of Mars) — фильм режиссёра Марка Аткинса 2009 года по мотивам произведения Эдгара Берроуза «Принцесса Марса» («Дочь тысячи джеддаков»). В центре повествования — борьба за атмосферную станцию, которая очищает воздух и наполняет её кислородом.

## Сюжет
Джон Картер (Антонио Сабато мл.) — снайпер вооружённых сил США, работающий где-то на Ближнем Востоке. Он ведёт борьбу с террористами. Во время одной из спецопераций получает ранение, и командование решает его отправить методом телепортации на обнаруженную в системе Альфа Центавра экзопланету под названием Марс-216. На флешке размером 16 гигабайт помещена вся его генетическая информация. Далее он засыпает и просыпается уже на каменистой поверхности. Буквально сразу же рядом с ним находится девушка в облачении, сильно напоминающем «золотое бикини» принцессы Леи из фильма «Возвращение Джедая». К ней обращаются её слуги и мы понимаем, что это принцесса Дея Торис (Трэйси Лордс). Но она бросает его лежащего и отправляется со своими слугами к кислородной станции. По сюжету находящиеся вместе с ней муж и жена должны заменить работающего на станции человека. Сама станция, как мы позже узнаем, может работать и в автоматическом режиме, однако требуется наблюдатель. В дальнейшем Картер попадает в плен к таркам — местному хорошо вооружённому населению с видом пришельцев. Руководитель отряда тарков Тарс Таркас (Мэтт Лэски) решает отвезти его к своему правителю, дабы тот решил судьбу пленного. Во время знакомства Картер обнаруживает в себе силу высоко прыгать без видимых последствий, поэтому его заключают в кандалы. В ходе путешествия на группу нападают паукообразные насекомые больших размеров. Против них тарки применяют духовое оружие, но справиться не могут. На помощь приходит Картер. Вместе с Тарсом они побеждают полчища насекомообразных. Они добираются до лагеря тарков. Там ему предлагают пищу, полученную от гусеницы, а также съесть какое-то мохнатое насекомое. Картер сначала не хочет его есть, но его заставляют силой. После того, как он съел это насекомое, он начинает понимать речь тарков, а они — его. Ему предоставляется одежда и жилье. Отряд тарков замечает летящий низко над землей аппарат на низкой скорости и начинает обстреливать его. На нём начинается пожар, и Картер становится свидетелем странного происшествия. На летающем аппарате находились четверо человек (троих мы уже встречали, когда Картер не пришёл в сознание на поверхности экзопланеты). Четвёртый — неизвестный с лицом, закрытым повязкой на арабский манер. Дея садится на флаер — летающий аппарат наподобие мотоцикла, использующий антигравитацию (типичное средство передвижения в фантастической литературе) — и улетает. Двое слуг занимают места на втором мотоцикле, но их неожиданно убивает тот, кто находился с закрытым лицом. Затем убийца скрывается с горящего транспортного средства на флаере в неизвестном направлении. Используя свои гигантские прыжки, Картер оказывается рядом с умирающими на борту мужчиной и женщиной. Картер просит умирающего мужчину рассказать о том, что случилось. Умирающий просит Картера, чтобы он скрыл от тарков тело его жены и себя, что тот и делает на скале поблизости. В благодарность мужчина рассказывает о том, что сбежавшая на флаере женщина — Дея Торис, принцесса Гелиума (одного из городов-государств Барсума, как называют свою планету её жители). Умирающий просит у Картера помешать браку Деи и Сабтана. Джон спрашивает, кто такой Сабтан? «Это его рук дело», — отвечает умирающий, представляется Кантосом Каном (Мэтт Лаган), управляющим кислородной станцией, и сообщает о том, что направлялся на смену. Умирая, Кантос умоляет запомнить Картера следующее — «Каждый день и каждую ночь мы работаем, каждый день и каждую ночь» (и так несколько раз). Картер просит ещё рассказать, что же случилось на корабле, однако Кан не успевает. В дальнейшем, изучая местность, Джон находит флаер принцессы и её саму. Он говорит что друг ей, но Дея не верит. Вокруг рыщут тарки и Картер ударяет принцессу, дабы та потеряла сознание. Явившемуся капитану отряду он предоставляет лежащую на его руках Дею как свою пленницу. Находясь под командованием Тарка и имея воинское звание он имеет на это право. Но Тарк решает, что её судьбу должен решать вождь племени, и отправляется к нему вместе с Картером и заключённой в клетку Деей. Замок вождя находится далеко, и по пути на отряд опять нападают паукообразные и летающие насекомые. Картер на этот раз спасает жизнь Дее, на которую нападают гигантские насекомые, а та, в свою очередь, находясь уже вне клетки — Тарку, убив на нём незаметно сидящее насекомообразное. По пути они так же проезжают мимо станции по очистке и производству воздуха. Тарк не верит в то, что такое маленькое сооружение имеет столь грандиозное значение. В дальнейшем такую же позицию имеет и глава племени — Тал Хаджес (Митчелл Гордон). Во время аудиенции в замке Тала он разделяет Дею, Картера и Тарса. Дею он хочет содержать в своём гареме изуродованных девушек, Картера, как могучего воина, использовать в Яме (аналог Колизея) в качестве гладиатора, а Тарса разжалует до уровня слуги за то, что он вопреки законам тарков наградил человека воинским званием «джеддак». В тюрьме неожиданно для себя Картер встречается с ещё одним человеком с Земли. К тому же оказывается, что именно он убил тех двоих на судне. Оказывается, НАСА отправило ещё и оппонента Картера в начале фильма, где тот занимался торговлей наркотиками. В конечном счёте, именно с ним и будет бороться затем Картер на Марсе до возвращения на Землю.

## В ролях
- Антонио Сабато мл. — Джон Картер
- Трэйси Лордс — Дея Торис
- Мэт Лэски — Тарс Таркас
- Мэт Логан — Кантос Кан